# 500 kilomètres d'Estoril FIA GT 2000
Navigation
Édition suivante
Les 500 kilomètres d'Estoril 2000 FIA GT, disputées le 2 avril 2000 sur le circuit d'Estoril, sont la deuxième manche du championnat FIA GT 2000.

## Course

### Classement de la course
Classement à l'issue de la course (vainqueurs de catégorie en gras), :
| Pos. | Catégorie | N° | Écurie                        | Pilotes                                               | Châssis                   | Pneus | Tours/Abandon |
| Pos. | Catégorie | N° | Écurie                        | Pilotes                                               | Moteur                    | Pneus | Tours/Abandon |
| ---- | --------- | -- | ----------------------------- | ----------------------------------------------------- | ------------------------- | ----- | ------------- |
| 1    | GT        | 14 | Lister Storm Racing           | Jamie Campbell-Walter Julian Bailey                   | Lister Storm              | M     | 23            |
| 1    | GT        | 14 | Lister Storm Racing           | Jamie Campbell-Walter Julian Bailey                   | Jaguar 7.0L V12           | M     | 23            |
| 2    | GT        | 12 | Paul Belmondo Racing          | Paul Belmondo Vincent Vosse                           | Chrysler Viper GTS-R      | D     | 23            |
| 2    | GT        | 12 | Paul Belmondo Racing          | Paul Belmondo Vincent Vosse                           | Chrysler 8.0L V10         | D     | 23            |
| 3    | GT        | 11 | Paul Belmondo Racing          | Boris Derichebourg Claude-Yves Gosselin               | Chrysler Viper GTS-R      | D     | 23            |
| 3    | GT        | 11 | Paul Belmondo Racing          | Boris Derichebourg Claude-Yves Gosselin               | Chrysler 8.0L V10         | D     | 23            |
| 4    | GT        | 25 | Carsport Holland              | Mike Hezemans David Hart                              | Chrysler Viper GTS-R      | M     | 23            |
| 4    | GT        | 25 | Carsport Holland              | Mike Hezemans David Hart                              | Chrysler 8.0L V10         | M     | 23            |
| 5    | GT        | 1  | Chamberlain Motorsport        | Ni Amorim Stephen Watson                              | Chrysler Viper GTS-R      | M     | 23            |
| 5    | GT        | 1  | Chamberlain Motorsport        | Ni Amorim Stephen Watson                              | Chrysler 8.0L V10         | M     | 23            |
| 6    | GT        | 19 | Marcos Racing International   | Cor Euser Christian Vann                              | Marcos Mantara LM600      | D     | 23            |
| 6    | GT        | 19 | Marcos Racing International   | Cor Euser Christian Vann                              | Chevrolet 5.9L V8         | D     | 23            |
| 7    | GT        | 3  | Freisinger Motorsport         | Stéphane Ortelli Wolfgang Kaufmann                    | Porsche 911 GT2           | D     | 23            |
| 7    | GT        | 3  | Freisinger Motorsport         | Stéphane Ortelli Wolfgang Kaufmann                    | Porsche 3.8L Turbo Flat-6 | D     | 23            |
| 8    | N-GT      | 52 | Larbre Compétition Chéreau    | Christophe Bouchut Patrice Goueslard                  | Porsche 911 GT3-R         | M     | 23            |
| 8    | N-GT      | 52 | Larbre Compétition Chéreau    | Christophe Bouchut Patrice Goueslard                  | Porsche 3.6L Flat-6       | M     | 23            |
| 9    | GT        | 15 | Lister Storm Racing           | Peter Hardman Nicolaus Springer Philippe Favre        | Lister Storm              | M     | 23            |
| 9    | GT        | 15 | Lister Storm Racing           | Peter Hardman Nicolaus Springer Philippe Favre        | Jaguar 7.0L V12           | M     | 23            |
| 10   | N-GT      | 77 | RWS Red Bull Racing           | Luca Riccitelli Hans-Jörg Hofer                       | Porsche 911 GT3-R         | M     | 23            |
| 10   | N-GT      | 77 | RWS Red Bull Racing           | Luca Riccitelli Hans-Jörg Hofer                       | Porsche 3.6L Flat-6       | M     | 23            |
| 11   | N-GT      | 51 | Pennzoil Quaker State G-Force | Nigel Smith Michel Neugarten                          | Porsche 911 GT3-R         | D     | 23            |
| 11   | N-GT      | 51 | Pennzoil Quaker State G-Force | Nigel Smith Michel Neugarten                          | Porsche 3.6L Flat-6       | D     | 23            |
| 12   | N-GT      | 56 | EMKA GTC                      | Steve O'Rourke Tim Sugden Stephen Day                 | Porsche 911 GT3-R         | P     | 23            |
| 12   | N-GT      | 56 | EMKA GTC                      | Steve O'Rourke Tim Sugden Stephen Day                 | Porsche 3.6L Flat-6       | P     | 23            |
| 13   | GT        | 10 | Paul Belmondo Competition     | Jean-Claude Lagniez Guy Martinolle                    | Chrysler Viper GTS-R      | D     | 23            |
| 13   | GT        | 10 | Paul Belmondo Competition     | Jean-Claude Lagniez Guy Martinolle                    | Chrysler 8.0L V10         | D     | 23            |
| 14   | N-GT      | 50 | Pennzoil Quaker State G-Force | Robert Nearn Magnus Wallinder                         | Porsche 911 GT3-R         | D     | 23            |
| 14   | N-GT      | 50 | Pennzoil Quaker State G-Force | Robert Nearn Magnus Wallinder                         | Porsche 3.6L Flat-6       | D     | 23            |
| 15   | GT        | 2  | Chamberlain Motorsport        | Walter Brun Toni Seiler                               | Chrysler Viper GTS-R      | M     | 23            |
| 15   | GT        | 2  | Chamberlain Motorsport        | Walter Brun Toni Seiler                               | Chrysler 8.0L V10         | M     | 23            |
| 16   | N-GT      | 67 | MAC Racing                    | Paco Orti Luis Villamil                               | Porsche 911 GT3-R         | D     | 23            |
| 16   | N-GT      | 67 | MAC Racing                    | Paco Orti Luis Villamil                               | Porsche 3.6L Flat-6       | D     | 23            |
| 17   | GT        | 21 | Racing Box                    | Luca Cappellari Angelo Zadra Gabriele Matteuzzi       | Chrysler Viper GTS-R      | D     | 23            |
| 17   | GT        | 21 | Racing Box                    | Luca Cappellari Angelo Zadra Gabriele Matteuzzi       | Chrysler 8.0L V10         | D     | 23            |
| 18   | GT        | 4  | Freisinger Motorsport         | Ernst Palmberger Yukihiro Hane                        | Porsche 911 GT2           | D     | 23            |
| 18   | GT        | 4  | Freisinger Motorsport         | Ernst Palmberger Yukihiro Hane                        | Porsche 3.8L Turbo Flat-6 | D     | 23            |
| 19   | N-GT      | 53 | Larbre Compétition Chéreau    | Ferdinand de Lesseps André Ahrlé                      | Porsche 911 GT3-R         | M     | 22            |
| 19   | N-GT      | 53 | Larbre Compétition Chéreau    | Ferdinand de Lesseps André Ahrlé                      | Porsche 3.6L Flat-6       | M     | 22            |
| 20   | GT        | 28 | RWS                           | Horst Felbermayr, Sr. Horst Felbermayr, Jr.           | Porsche 911 GT2           | ?     | 22            |
| 20   | GT        | 28 | RWS                           | Horst Felbermayr, Sr. Horst Felbermayr, Jr.           | Porsche 3.8L Turbo Flat-6 | ?     | 22            |
| 21   | GT        | 36 | Estoril Racing                | Manuel Monteiro Michel Monteiro                       | Porsche 911 GT2           | D     | 22            |
| 21   | GT        | 36 | Estoril Racing                | Manuel Monteiro Michel Monteiro                       | Porsche 3.6L Turbo Flat-6 | D     | 22            |
| 22   | N-GT      | 66 | MAC Racing                    | Massimo Frigerio Paolo Rapetti                        | Porsche 911 GT3-R         | D     | 22            |
| 22   | N-GT      | 66 | MAC Racing                    | Massimo Frigerio Paolo Rapetti                        | Porsche 3.6L Flat-6       | D     | 22            |
| 23   | GT        | 32 | Seikel Motorsport             | Francis Werner Jacques Piattier                       | Porsche 911 GT2           | D     | 22            |
| 23   | GT        | 32 | Seikel Motorsport             | Francis Werner Jacques Piattier                       | Porsche 3.8L Turbo Flat-6 | D     | 22            |
| 24   | GT        | 27 | Autorlando                    | Marco Spinelli Fabio Villa                            | Porsche 911 GT2           | P     | 22            |
| 24   | GT        | 27 | Autorlando                    | Marco Spinelli Fabio Villa                            | Porsche 3.8L Turbo Flat-6 | P     | 22            |
| 25   | GT        | 8  | Haberthur Racing              | Patrick Vuillaume Walter Meloni Nuno Mousinho Esteves | Porsche 911 GT2           | D     | 22            |
| 25   | GT        | 8  | Haberthur Racing              | Patrick Vuillaume Walter Meloni Nuno Mousinho Esteves | Porsche 3.8L Turbo Flat-6 | D     | 22            |
| 26   | GT        | 7  | Proton Competition            | Gerold Ried Christian Ried Mauro Casadei              | Porsche 911 GT2           | Y     | 20            |
| 26   | GT        | 7  | Proton Competition            | Gerold Ried Christian Ried Mauro Casadei              | Porsche 3.6L Turbo Flat-6 | Y     | 20            |
| 27   | GT        | 5  | Konrad Motorsport             | Franz Konrad Jürgen von Gartzen                       | Porsche 911 GT2           | D     | 11            |
| 27   | GT        | 5  | Konrad Motorsport             | Franz Konrad Jürgen von Gartzen                       | Porsche 3.8L Turbo Flat-6 | D     | 11            |
| Abd. | GT        | 22 | Wieth Racing                  | Niko Wieth Franz Wieth                                | Porsche 911 GT2           | D     | 1             |
| Abd. | GT        | 22 | Wieth Racing                  | Niko Wieth Franz Wieth                                | Porsche 3.8L Turbo Flat-6 | D     | 1             |